# Henri-Alexandre Deslandres
Henri Alexandre Deslandres (Paris, 24 de julho de 1853 — Paris, 15 de janeiro de 1948) foi um astrônomo francês.
Foi diretor do Observatório de Paris. Participou da 5ª Conferência de Solvay.

## Honrarias
Prêmios
- 1896 - Medalha Janssen
- 1913 - Medalha de Ouro da Royal Astronomical Society[2]
- 1913 - Medalha Henry Draper[3]
- 1920 - Prémio Jules Janssen[4]
- 1921 - Medalha Bruce[5]

Levam seu nome
- Cratera lunar Deslandres
- Prêmio Deslandres da Académie des Sciences
- Asteroide 11763 Deslandres